# آرتور لوهی
آرتور لوهی (اوکراینی: Артур Сергійович Логай؛ زادهٔ ۱۲ سپتامبر ۱۹۹۳) بازیگر، و خواننده اهل اوکراین است. وی از سال ۲۰۱۴ میلادی تاکنون مشغول فعالیت بوده‌است.